# Surala (Odisha)
Surala es una ciudad censal situada en el distrito de Ganjam en el estado de Odisha (India). Su población es de 8258 habitantes (2011). Se encuentra a 23 km de Brahmapur y a 187 km de Bhubaneswar.

## Demografía
Según el censo de 2011 la población de Surala era de 8258 habitantes, de los cuales 4182 eran hombres y 4076 eran mujeres. Badagada tiene una tasa media de alfabetización del 61,70%, inferior a la media estatal del 72,87%: la alfabetización masculina es del 80,78%, y la alfabetización femenina del 41,99%.